# Ton
För andra betydelser, se Ton (olika betydelser).
En ton är ett ljud med hörbar frekvens, tonhöjd. Toner spelar en avgörande roll inom musiken.

## Beteckningar

### Ton och oktavnamn
Se även Tolvtonssystemet, Kromatik samt Diatonik
Idag begagnar sig de flesta typer av musik, samt den moderna notskriften, av ett system baserat på tolv toner, samt deras oktavparalleller. Sju av dessa kallas för stamtoner, och motsvarar de vita tangenterna på ett piano. De övriga (de svarta tangenterna) kallas härledda toner. Stamtonerna är i tur och ordning, i det traditionella germanska systemet:
|  |  | C | D | E | F | G | A | H B | C | (tysk och traditionell svensk beteckning) (anglosaxisk beteckning; allt oftare använd i svenska sammanhang) |

Se diskussionen nedan om tonen B och H.
De härledda tonerna uppstår genom höjningar och sänkningar av stamtonerna ett halvt tonsteg. Dessa markeras med kors- eller b-förtecken respektive. 
- Vid höjning av en stamton lägger man ändelsen -iss till notnamnet enligt den tyska traditionen. Till exempel blir ett höjt g ett giss (skrivs ofta G♯). Enligt den anglosaxiska läggs ordet ¨sharp¨ till efter tonnamnet. Den ton man i flertalet nordiska och germanska språk kallar fiss, heter således F sharp enligt den anglosaxiska traditionen.
- Vid sänkning av en stamton lägger man enligt den tyska och svenska musikläran ändelsen -ess till notnamnet. Till exempel blir ett sänkt g ett gess (skrivs ofta G♭). Undantag: ett sänkt a kallas ass, och ett sänkt e kallas ess.  Enligt den anglosaxiska traditionen, läggs ordet flat till efter tonnamnet, exempelvis e flat. Se vidare diskussionen om tonerna b och h nedan.

För att ange vilken oktav tonen tillhör använder man sig av sifferbeteckningar i kombination med stora/små tonbokstäver. En oktav startar vid c-tonen och fortsätter uppåt till b-tonen (trad. bet. h), varefter nästa oktav ligger:
- 2C - subkontra-c  Lyssna (fil)
- 1C - kontra-c  Lyssna (fil)
- C - stora C  Lyssna (fil)
- c - lilla eller ostrukna c  Lyssna (fil)
- c1 - ettstrukna-c (mittonen c på ett piano)  Lyssna (fil)
- c2 - tvåstrukna-c  Lyssna (fil)
- c3 - trestrukna-c  Lyssna (fil)
- c4 - fyrstrukna-c  Lyssna (fil)
- c5 - femstrukna-c  Lyssna (fil)

Stora oktaven
Lilla oktaven
Ettstrukna oktaven
Tvåstrukna oktaven
Trestrukna oktaven
Fyrstrukna oktaven

## B, H och Bess
I anglosaxiska länder samt Nederländerna kallas den stamton som ligger ett halvt tonsteg under C för B. Stamtonerna har därmed namn i alfabetisk ordning, med start på tonen A. Övriga toner i den kromatiska tolvtonsskalan betecknas med ett konsekvent system baserat på b-förtecken och korsförtecken. Ett sänkt B blir då B♭ (B flat på engelska, Bes i Nederländerna), som – vid den kromatiska skalan – är samma ton som A♯ (höjt A, A sharp, eller Aiss på svenska). 
Undantagna från detta system har länge bland annat Norden samt germanska och västslaviska länder (Polen, Ryssland) varit, där tonen under C traditionellt kallas H och sänkt H för B.  I latinska länder och Flandern (norra Belgien) används tonnamnen do, re, mi, fa, sol, la, si (eller ti), där sänkt si/ti kallas si bémol (franska, spanska) eller si bemolle (italienska), eller te (vid solmisation). 

### I Sverige
Under 1990-talet övergick flertalet notförlag och läromedel i Sverige från det germanska sättet att beteckna toner till det anglosaxiska, så att den ton som tidigare kallades B idag vanligen betecknas B♭ — ibland kallad Bess — och tonen H ibland betecknas B. Se B, H och Bess för exempel och motexempel. Alltfler musiklärare lär ut B som namn för tonen H.
Den anglosaxiska traditionen har fått stort genomslag i Sverige inom ackordanalys och därmed populärmusik. Den germanska traditionen med tonnamnet H är alltjämt stark bland musiker som fick sin utbildning före 1990-talet, i synnerhet inom klassisk musik och konstmusik. I traditionella sammanhang förekommer som en kompromisslösning mellan systemen att man använder beteckningarna B♭ respektive H, men undviker B eftersom den beteckningen kan missförstås. Skrivsättet B♭ uttalas av äldre musiker ofta "be" istället för "bess".
Vid namngivning av klassiska musikverk, exempelvis på svenska skivkonvolut och i konsertprogram, har man börjat använda tonartsbeteckningarna H och B♭ eller Bess. Bachs mässa i h-moll har således inte bytt namn till Mässa i b-moll, men man skriver ofta Pianosonat i B♭-dur eller Bess-dur istället för Pianosonat i B-dur.

### Historisk bakgrund
Den historiska förklaringen till den germanska traditionen med tonerna B och H står att finna i renässansens terminologi. Den lägre av de båda tonerna kallades mjukt eller runt b (b mollum, cantus mollis eller b rotundum) och betecknades ♭, dvs som dagens b-förtecken. Den högre av tonerna betecknades , och kallades hårt b eller det fyrkantiga b (B durum, 'cantus durus' eller B quadratum). Se även moll (mjuk) och dur (hård). Vid skrivandet och kopierandet kom det fyrkantiga b att med tiden förvandlas till bokstaven H i germanska länder. Särskilt när boktryckeriet kom i gång i Tyskland på 1450-talet och tryckarna fann det praktiskt att välja H/h-typen för "B-quadratum", började man även säga H för den högre B-varianten, ett bruk som genom den gamla östersjökulturen naturligt spreds upp i de skandinaviska länderna. En vanlig missuppfattning är att bruket av bokstaven H som beteckning skulle bero på ett skrivfel, ett slarvigt skrivet b.

## Fysikalisk och matematisk beskrivning
Ur fysikalisk synvinkel är en ton periodiskt upprepade ljudvågor. Ljudtrycket av en ton förändras med tiden enligt en periodiskt upprepad vågform. Vågformen kan studeras i ett tidsdiagram, exempelvis med hjälp av ett oscilloskop. Vågformen för en övertonsfattig ton (såsom en flöjt) ser ungefär ut som en sinusvåg, vågformen för en övertonsrik ton (såsom från ett stränginstrument) kan likna en sågtandskurva, och vågformen för en övertonsrik ton där de udda deltonerna dominerar (exempelvis klarinett) kan förete likheter med en symmetrisk fyrkantsvåg.
En mänsklig röst som framställer en vokal eller en tonande konsonant uppfattas som en ton. Då används stämbanden. Slagljud (exempelvis från trummor, eller de plosiva icke tonande konsonantljuden p, t och k) är impulsvågformer som inte upprepas periodiskt, och uppfattas därför inte som toner. Brusljud (exempelvis f-, s-, sje- och tje-ljud, eller viskningar) är slumpmässiga vågformer, som inte heller innehåller periodisk upprepning, och därför uppfattas som tonlösa. Vid tonlösa konsonanter och viskningar används inte stämbanden. Vissa brusiga ljud (exempelvis "luftiga" toner från en panflöjt eller tvärflöjt) kan beskrivas som en blandning av slumpmässiga och periodiska vågformer, eller som ett brus som bandpassfiltrerats så att det enbart innehåller ett smalt frekvensområde kring instrumentets resonsfrekvens, och dessa har därför en tonhöjd, om än inte helt tydlig. 

### Frekvens
Tonhöjden beror av tonens frekvens som mäts i hertz eller svängningar per sekund. En ljus ton har hög frekvens, och en mörk ton låg frekvens. Den ljusaste ton ett barn kan höra har ungefär frekvensen 20000 hertz = 20 kilohertz, vilket är tonen sjustrukna Ess. Den mörkaste ton som uppfattas som en ton är 15 hertz eller subkontra-G. 
Tonens frekvens är ett dividerat med periodtiden i sekunder, och periodtiden är ett dividerat med frekvensen. Den ljusaste hörbara tonen motsvarar alltså en periodtid på 1/20 kHz = 0,05 millisekunder, och den mörkaste tonen en periodtid på 1/15 Hz = 0,07 sekunder.
Våglängden är avståndet mellan ljudvågorna i rummet. Tonens våglängd i meter är ljudhastigheten (ungefär 340 meter per sekund) dividerat med frekvensen i hertz. Den lägsta hörbara frekvensen har således en våglängd på 340/15 = 22,7 meter. Den högsta hörbara frekvensen har en våglängd på 340/20000 = 0,017 meter, det vill säga 17 millimeter. Luftpelaren i ett blåsinstrument, eller strängen i ett strängintrument, har ofta en längd motsvarande halva våglängden för dess grundton (lägsta möjliga ton). 
En oktav är en frekvensdubblering. Exempel: Tonen ettstrukna A har frekvensen 440 hertz. En oktav högre ligger tvåstrukna A, som har frekvensen 440·2 = 880 hertz. Ytterligare en oktav upp återfinnes trestrukna A på frekvensen 440·2·2 = 1760 Hertz. Det frekvensområde som ett barn hör är lite drygt tio oktaver, eftersom den lägsta hörbara frekvensen kan fördubblas tio gånger utan att produkten passerar den högsta hörbara frekvensen.  
En höjning med ett halvtonssteg innebär en frekvensökning med 5,95%, vid 12-tonsskala med så kallad liksvävande temperatur. Orsaken är att en höjning med tolv steg, det vill säga en oktav, ger en frekvensfördubbling, på samma sätt som att 5,95% ränta i tolv år ger en fördubbling av beloppet. Förhållandet mellan en frekvens för en ton och nästa halvtonssteg är tolfte roten ur två, dvs ungefär 1,0595. 
{\displaystyle {\sqrt[{12}]{2}}\approx 1,0595}
Exempel: En höjning av ettstrukna A (440 hertz) med ett halvtonssteg ger ettstrukna B♭som har frekvensen 440·1,0595 = 466 hertz. Ytterligare ett halvtonssteg ger H som har frekvensen 440·1,0595·1,0595 = 494 hertz, osv.
Följande funktion kan användas för att få fram frekvensen för en ton över 440 Hz:
{\displaystyle f_{n}=440\cdot 2^{n/12}\approx 440\cdot 1,0595^{n}},
där n anger antal halvtonsteg över ettstrukna A om n är positivt. Om n är negativt anger -n antal halvtonsteg nedanför ettstrukna A.

### Övertoner
Toner har en vågform som är (approximativt) periodisk, och varje periodisk vågform kan, enligt Fouriers sats, beskrivas som summan av ett antal sinustoner vilkas frekvenser står i heltalsförhållanden till varandra. Man kan kalla alla sinustoner som ingår i en ton för deltoner. Att deltonernas frekvenser står i heltalsförhållanden till varandra kan också uttryckas så att deltonerna är harmoniska. Den lägsta deltonen grundton och övriga övertoner. Exempelvis består tonen ettstrukna A av 
- grundtonen (första deltonen) 440 hertz. Denna frekvens kallas grundfrekvensen, och är samma som tonens frekvens.
- första övertonen (andra deltonen) 440·2=880 hertz, som motsvarar tvåstrukna A. Första övertonen ligger en oktav över grundfrekvensen.
- andra övertonen (tredje deltonen) 440·3=1320 hertz som ungefär motsvarar trestrukna E. Andra övertonen ligger ungefär en oktav och en kvint över grundfrekvensen.
- tredje övertonen (fjärde deltonen) 440·4=1760 hertz, som motsvarar trestrukna A. Tredje övertonen ligger två oktaver över grundfrekvensen.
- fjärde övertonen (femte deltonen) 440·5=2200 hertz, som ungefär motsvarar fyrstrukna Ciss. Fjärde övertonen ligger två oktaver och en stor ters över grundfrekvensen.
- och så vidare.

Tonens klang (klangfärg) beror på hur starka deltonerna är i förhållande till varandra, vilket kallas tonens spektrum. På så sätt kan man höra skillnaden på musikinstrument, röster eller vokaler som en sångare sjunger, även om de spelar eller sjunger samma tonhöjd. Mjuka vokaler såsom "i" är mer övertonsrika än hårda vokaler såsom "å". En ton från ett stränginstrument är övertonssrik och vass strax efter anslaget, men de höga deltonerna dämpas snabbare än de låga, varför klangen med tiden blir mer rund eller dov. Även detta tidsförlopp av hur klangfärgen ändras för en och samma ton, liksom karakteristiska ljud (skrapningar, väsningar, smällar) som skapas just när tonen startar, är viktiga för hur man kan lära sig att känna igen olika musikinstrument på klangen. På en orgel kan man sätta samman klanger genom att välja hur starka respektive delton ska vara. 
Örat uppfattar inte tonens vågform, utan detekterar dess övertonsspektrum. I snäckan finns tusentals hörselceller, och förenklat kan man säga att det är en för varje hörbar frekvens. Varje delton retar (förenklat) en särskild hörselcell i snäckan, vilket ger upphov till nervimpulser till hjärnan. Nervimpulsernas styrka beror av ljudtrycket. Hjärnan uppfattar sinustonerna som deltoner i samma ton om de är (ungefärligen) harmoniska, vilket ju är evolutionärt mycket rimligt med tanke på att Fouriers sats säger att ljud som har tydlig tonhöjd består just av harmoniska deltoner. 
Vågformen på ett tidsdiagram påverkas även av övertonernas fasläge, dvs tidsförskjutning, men den klang vi uppfattar beror enbart av övertonernas amplituder (amplitudspektrumet), inte av deras faslägen (fasspektrumet).

### Konsonans och dissonans
| En oktav, är ett konsonant intervall Play (fil) |  | En liten sekund är ett dissonant intervall Play (fil) |
| En oktav, är ett konsonant intervall Play (fil) |  | En liten sekund är ett dissonant intervall Play (fil) |

| I denna artikel     |
| används tonnamnen   |
| Bess (B♭) och B.    |
| Se olika skrivsätt. |

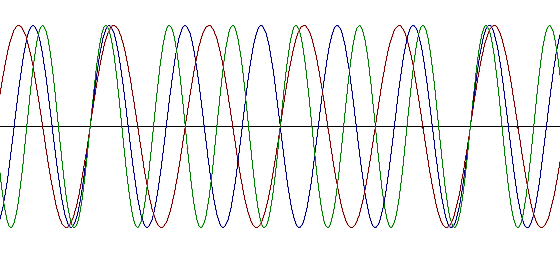
Ett durackord uppfattas som välljudande därför att avstånden mellan dess toner utgörs av de konsonanta intervallen durters (som motsvarar det enkla frekvensförhållandet 5:4) och en kvint (som motsvarar 3:2 vid ren stämning). Tillsammans bilder tonerna därmed en periodisk vågform. Tas ackordet i grundläge svänger den lägsta tonen (grundtonen) 4 gånger på samma tid som de andra tonerna svänger 5 respektive 6 gånger. Grundtonens första överton sammanfaller med kvinttonens grundfrekvens, och grundtonens fjärde överton sammanfaller med terstonens tredje överton.

Två toner som klingar tillsammans eller följer efter varandra bildar ett musikaliskt intervall (det vill säga tonavstånd). Vissa intervall ger upphov till konsonans (det vill säga uppfattas som välljudande) och andra dissonans. Redan Pythagoras konstaterade att två toner klingar välljudande om det (approximativt) råder ett enkelt bråkförhållande mellan deras grundfrekvenser. Konsonansen kan förklaras med att några starka övertoner i tonerna sammanfaller i frekvens, eller är mycket nära varandra. Lite förenklat kan man säga att hjärnan då uppfattar dem som "nästan" en och samma ton, på grund av samma mekanism som gör att deltoner i en harmonisk övertonsserie uppfattas som en ton, därför att övertonerna då är heltalsmultiplar av en grundfrekvens. Några exempel:
- I en oktav (exempelvis ettstrukna A på 440 hertz och tvåstrukna A på 880 Hz) är frekvensförhållandet 2/1 mellan den högre och den lägre tonens frekvens, motsvarande 100% frekvenshöjning, varför den högre tonens grundton (880 hertz) sammanfaller med den lägre tonens första överton (440·2=880 hertz).
- I en kvint (exempelvis A på 440 hertz och E på 660 Hz vid ren stämning) är frekvensförhållandet 3/2 mellan den högre och den lägre tonens frekvens, motsvarande 50% frekvenshöjning, varför den högre tonens första överton (660·2=1320 hertz) sammanfaller med den lägre tonens andra överton (440·3=1320 hertz).
- I en kvart (exempelvis A och D) är frekvensförhållandet ungefär 4/3 eller 33,3%, varför den ena tonens tredje överton och den andra tonens andra överton sammanfaller i frekvens.
- I en stor ters (durters, exempelvis A och Ciss) är frekvensförhållandet ungefär 5/4 eller 25%, varför den tredje och fjärde övertonen sammanfaller.
- I en liten ters (mollters, exempelvis A och C) är frekvensförhållandet ungefär 6/5 eller 20%, varför fjärde respektive femte övertonen sammanfaller.

Oktaven uppfattas som "renare" (högre grad av konsonans) än kvinten, kvinten som "renare" än durtersen, och durtersen som "renare" än molltersen. Det beror på att de lägre övertonerna vanligen är starkare, och ju starkare övertoner som sammanfaller, det vill säga ju mindre tal i bråkuttrycket, desto mer rent eller välljudande uppfattas intervallet. Övertonsfattiga toner såsom flöjt är därmed känsligare för konsonans vid färgningar i ackord än övertonsrika toner såsom trumpet och piano. 
Vid ren stämning gäller ovanstående bråktalsförhållanden exakt, men sedan man införde tempererad stämning på 1600-talet (i syfte att en melodi ska låta lika rent eller orent i alla tonarter) är ovanstående förhållanden approximativa. Exempelvis en kvint motsvarar sju halvtonssteg, varför frekvensförhållandet är 2 upphöjt till 7/12, dvs ungefär 1,498, alltså en 49,8% frekvensskillnad istället för 50%. Det uppfattas fortfarande som konsonans, därför att övertonernas frekvenser är mycket nära varandra (inom hörselns kritiska band, det vill säga upplösningen av hörselsnäckans spektrumanalys).
I det diaboliska intervallet sänkt kvint (exempelvis A och Ess) är frekvensförhållandet kvadratroten ur två (cirka 1,4142, motsvarande 41,42% frekvensökning), vilket är ett irrationellt tal som inte kan uttryckas som ett bråk. Inga övertoner sammanfaller således, och därför uppfattas som en dissonans. Därmed uppfattar hjärnan det som att de tillhör två olika röster. På samma sätt är en liten sekund (ett halvtonssteg, exempelvis A och Bess) frekvensförhållandet {\textstyle {\sqrt[{12}]{2}}\approx 1,0595}, vilket även det är ett irrationellt tal. Approximativt är det emellertid lika med 20/19. 19:e och 18:e övertonerna sammanfaller alltså, men dessa är mycket svaga, varför tonerna låter disharmoniskt.
En serie toner med bestämda intervall mellan varandra bildar en skala. Tre eller fler toner som ljuder samtidigt bildar ett ackord. Exempelvis består en durtreklang av tre toner; grundton, ters (ungefär 25% högre frekvens än grundtonen vid ren skala) och kvint (ungefär 50% högre frekvens än grundtonen).

### Ljudstyrka
Hur svaga toner örat uppfattar beror av tonhöjden. Örat är som mest känsligt för ljudstyrkan (ljudtrycket eller amplituden) av frekvensen 1000 hertz, som ungefär motsvarar tonen trestrukna C. Vid denna frekvens uppfattar ett friskt öra toner som har ett något svagare ljudtryck än 0 decibel i ett i övrigt ljudlöst rum. Vid ljusare och mörkare toner krävs starkare ljudtryck än 0 decibel för att tonen ska vara hörbar.